# Вивес-и-Туто, Хосе де Каласанс
Хосе де Каласанс Феликс Сантьяго Вивес-и-Туто (исп. José de Calasanz Félix Santiago Vives y Tutó; 15 февраля 1854, Сан-Андрес-де-Льеванерас, Испания — 7 сентября 1913, Рим, королевство Италия) — испанский куриальный кардинал, капуцин. Префект Священной Конгрегации по делам монашествующих с 26 октября 1908 по 7 сентября 1913. Кардинал-священник с 19 июня 1899, с титулом церкви Сант-Адриано-аль-Форо с 22 июня 1899.